# Ernst Sagebiel

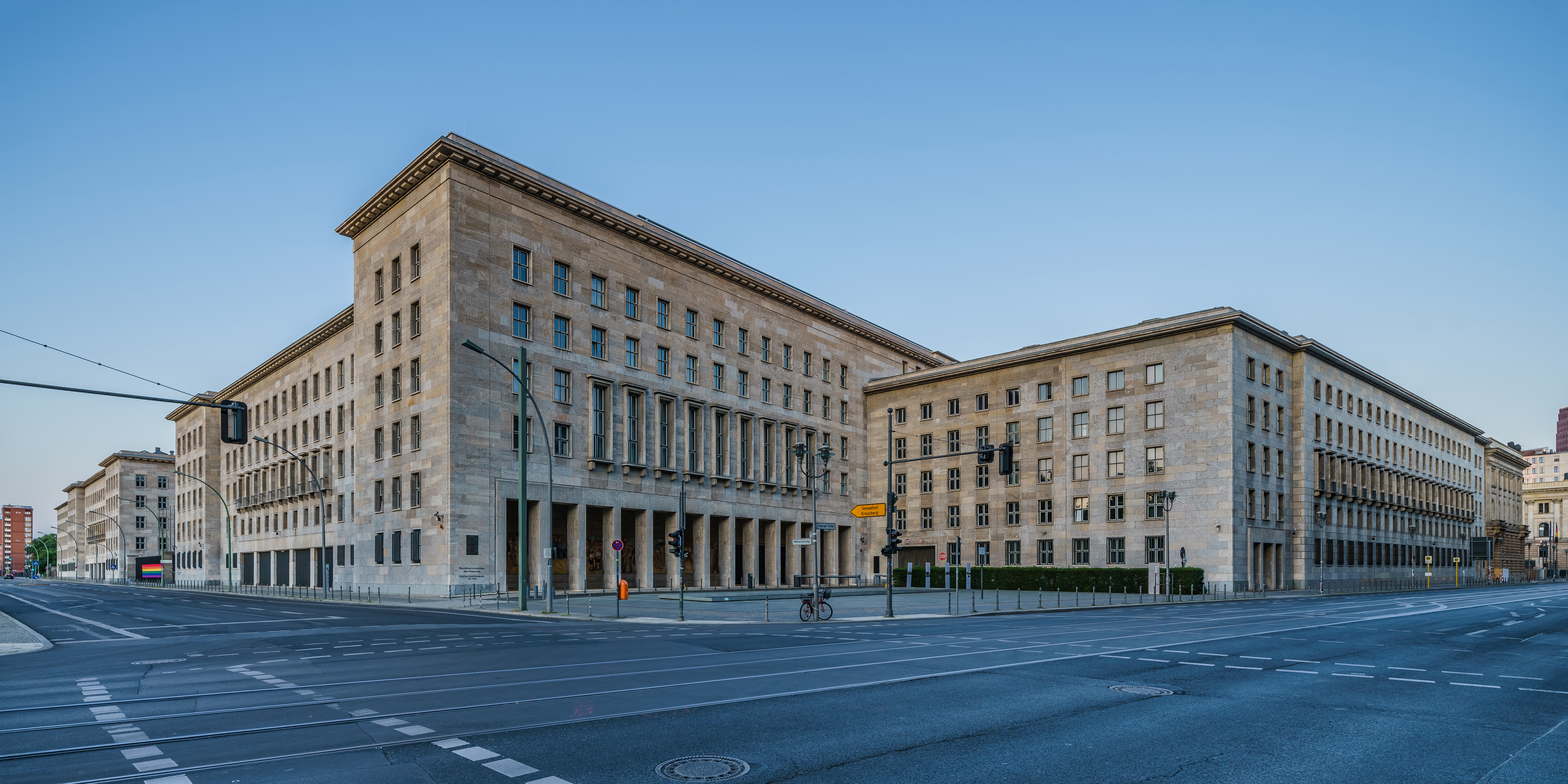
Reichsluftfahrtministerium i Berlin ritades av Sagebiel.

Ernst Sagebiel, född 2 oktober 1892 i Braunschweig, död 5 mars 1970 i Starnberg, var en tysk arkitekt som nådde betydenhet under nazisternas styre.
Sagebiel skapade bland annat Reichsluftfahrtministerium och Flughafen Berlin-Tempelhof.